# Мусиралиев, Байкошкар
Байкошкар Мусиралиев (1897, село Уюк, Аулиеатинский уезд, Сырдарьинская область, Туркестанский край, Российская империя — 1986, Джамбулская область, Казахская ССР) — председатель колхоза имени Чкалова Таласского района Джамбулской области, Казахская ССР. Герой Социалистического Труда (1948).

## Биография
Родился в 1897 году в крестьянской семье в ауле Уюк Аулиеатинского уезда. Происходит из племени ысты. С раннего возраста трудился в сельском хозяйстве. Во время коллективизации вступил в 1929 году в сельскохозяйственную артель имени Ельтая (в последующие годы — колхоз имени Чкалова Таласского района). С 1930 года трудился в этой же артели бригадиром хлопководов. С июня 1941 года участвовал в Великой Отечественной войне. Во время оборонительных сражений получил два ранения. После излечения в госпитале в мае 1944 года демобилизовался и возвратился в Казахстан, где продолжил трудиться заместителем председателя колхоза имени Чкалова Таласского района. Затем был избран председателем этого же колхоза.
Вывел колхоз в число передовых сельскохозяйственных предприятий Таласского района. В 1947 году труженики колхоза вырастили по 125 ягнят от каждой сотни овцематок и 158 жеребят от 158 кобыл. Указом Президиума Верховного Совета СССР от 23 июля 1948 года удостоен звания Героя Социалистического Труда за «получение высокой продуктивности животноводства в 1947 году» с вручением ордена Ленина и золотой медали «Серп и Молот» (№ 2465).
Этим же указом званием Героя Социалистического Труда были награждены труженики колхоза имени Чкалова Картабай Атчабаров, Дадебай Байконусов и Тилеп Кыдырбаев.
После укрупнения колхозов в 1950 году трудился заведующим фермой колхоза имени Амангельды. С 1954 года до выхода на пенсию в 1959 году — мираб Уюкского совхоза.
Проживал в Джамбулской области. Дата смерти не установлена.
Награды
- Герой Социалистического Труда
- Орден Ленина
- Медаль «За трудовое отличие»
- Медаль «За освоение целинных земель» (20.10.1956)